# Alaptus auranti
Alaptus auranti är en stekelart som först beskrevs av Mercet 1912.  Alaptus auranti ingår i släktet Alaptus och familjen dvärgsteklar. Inga underarter finns listade i Catalogue of Life.